# Crazylegs Crane
Crazylegs Crane è una serie animata prodotta da DePatie-Freleng Enterprises all'interno de La Pantera Rosa.

## Personaggi
- Crazylegs Crane (doppiato da Larry D. Mann)
- Crazylegs Crane Jr. (doppiato da Frank Welker)
- Dragonfly (anche doppiato da Welker stesso)

## Episodi
| nº | Titolo                     | Prima TV |
| -- | -------------------------- | -------- |
| 1  | Life With Feather          | 1978     |
| 2  | Crane Brained              |          |
| 3  | King of the Swamp          |          |
| 4  | Sonic Broom                |          |
| 5  | Winter Blunderland         |          |
| 6  | Storky and Hatch           |          |
| 7  | Fly by Knight              |          |
| 8  | Sneaker Snack              |          |
| 9  | Barnacle Bird              |          |
| 10 | Animal Crack-ups           |          |
| 11 | Jet Feathers               |          |
| 12 | Nest Quest                 |          |
| 13 | Bug Off                    |          |
| 14 | Beach Bummer               |          |
| 15 | Flower Power               |          |
| 16 | Trail of the Lonesome Mine |          |